# Засєєв-Руденко Микола Вікторович
Микола Вікторович Засєєв-Руденко (1 липня 1933, Київ — 24 жовтня 2021, Київ) — радянський і український актор, кінорежисер. Заслужений діяч мистецтв Кабардино-Балкарії (1988). Лауреат Державної премії України імені Олександра Довженка (1998), Державної премії Росії (2001), Міжнародної премії імені Сіді Таль (2002). Заслужений діяч мистецтв України (2003). Народний артист України (2017).

## Біографія
Народився 1 липня 1933 року у Києві в родині військовослужбовця. У 1972 році закінчив режисерський факультет Ленінградського державного інституту театру, музики і кінематографії.
Був актором Київського російського драматичного театру імені Лесі Українки та актором театру-студії кіноактора при Київській кіностудії імені Олександра Довженка.
Був членом Національної спілки кінематографістів України. Помер 24 жовтня 2021 року у Києві від коронавірусу.

### Особисте життя
- Перша дружина: Людмила, дочка — Марина.
- Друга дружина: Алла, дочка — Тетяна.
- Третя дружина: Оксана Ковальова — актриса і режисер-постановник, син — Микола[5].
  - Сім років Микола Засєєв був у фактичному шлюбі з актрисою Тамарою Носовою[5].

## Фільмографія
Знявся у фільмах:
- «Партизанська іскра» (Вайсман),
- «Виправленому вірити» (Горевий),
- «Шляхами війни» (епізод),
- «Катя-Катюша» (Костя),
- «Їм було дев'ятнадцять» (Шмаринов),
- «Дочка Стратіона» (Деркач),
- «Скарби палаючих скель» (шеф білих найманців),
- «Родина Коцюбинських» (Кулик),
- «Москва — Генуя» (Хемінгуей; «Білорусьфільм»),
- «Залізний потік» (ординарець; «Мосфільм»),
- «Удар, ще удар!» (Кутилін, «Ленфільм»),
- «Дорога до пекла» (Шевчик — роль озвучив актор Євген Паперний, кіностудія імені Олександра Довженка).

виконував епізодичні ролі у фільмах:
- «Сашко»,
- «Українська рапсодія»,
- «Люди моєї долини»,
- «Чумацький шлях»,
- «Артист із Коханівки».

З 1978 року — режисер.
Поставив на Київській кіностудії імені Олександра Довженка телефільми:
- «Подорож через місто» (1979, новела «Любов під псевдонімом»)
- «Дивна відпустка» (1980, 3 с, у співавт.)
- «Таємниця, відома всім» (1981, 2 а)
- «Без року тиждень» (1982)
- «Поранені камені» (1987, т/ф, 3 с)
- «Галявина казок» (1988, т/ф, 3 с), — немає в титрах
- «Дорога до пекла» (1988, 2 с)
- «Зброя Зевса» (1991, т/ф, 5 а)
- «Постріл у труні» (1992)
- «Браві хлопці» (1993)
- «Москаль-чарівник» (1995, Приз глядацьких симпатій «Кришталевий ангел» на МКФ у Славутичі, Україна, 1996; Другий приз фестивалю і приз глядацьких симпатій МКФ у Гатчині, Росія, 1996)
- «Князь тьми» (1996)
- «Чорна рада» (2000)
- «Бабин Яр» (2002, у співавт.),
- «Запорожець за Дунаєм» (2007, у співавт.)